# Летище „Истанбул“
Летище Истанбул (на турски: İstanbul Havalimanı) е основното международно летище, обслужващо Истанбул, Турция. Намира се в Арнавуткьой, в европейската част на града.
Всички редовни търговски пътнически полети са прехвърлени от летище Ататюрк към летище Истанбул на 6 април 2019 г. след затварянето на летище Ататюрк за редовни пътнически полети. Летищният код на IATA IST също е прехвърлен на новото летище.
То е обслужило повече от 37 милиона пътници през 2021 г., което го прави най-натовареното летище в Европа и 13-то най-натоварено летище в света по отношение на общия пътнически трафик и, като обслужва повече от 27 милиона международни пътници, второто най-натоварено летище в света по отношение на международния пътнически трафик.

## История

### Предистория
Проблеми, свързани с по-малкото пространство на летище Ататюрк, затрудняват изграждането на допълнителна писта. Това ограничава растежа на летището, както и на неговия град. В резултат на това турските летищни власти не могат да позволят чартърни полети, допълнителни товари и т.н. да бъдат налични на летище Ататюрк. Това увеличава проблемите със задръстванията, свързани с въздушния трафик. Затова е взето решение за изграждане на друго летище. Това летище има за цел да функционира за Истанбул.
Самолетът на Turkish Airlines е преместен на летище Сабиха Гьокчен, тъй като няма много място за паркиране на летище Ататюрк. Установено е, че летище Сабиха Гьокчен е достигнало максималния си капацитет за терминала. Този терминал може да обслужва 25 милиона пътници. Освен това през 2015 г. той вече е обслужвал листовки, еквивалентни на число от цели 28 милиона. Това се наблюдава, когато темпът на растеж на трафика е бил средно 20 процента за една година, 2013 г. нататък.
Летище Ататюрк беше едно от най-натоварените летища в Европа. От 2013 г. то се класира сред петте най-натоварени летища в Европа по пътникопоток. През 2017 г. двете летища в Истанбул са обслужили над 100 милиона пътници. Що се отнася до летищата в района, шестте летища в района на Лондон обслужват повече от 150 милиона пътници годишно, докато трите летища в района на Париж обслужват около 100 милиона пътници годишно.

### Местоположение
Решено е да се построи новото летище на кръстовището на пътищата за Aрнавуткьой, Гьоктюрк и Чаталджа, северно от центъра на Истанбул и между черноморските градове Йеникьой, Taякадън и Акпънар. Теренът е район от 7600 хектара близо до езерото Теркос. Около 6172 хектара от тази област са държавна гора. Разстоянието между летище Истанбул и летище Ататюрк е приблизително 35 км. Районът обхваща стари открити въглищни мини, които по-късно са засипани с пръст.
Според доклада за оценка на въздействието върху околната среда, публикуван през април 2013 г., в района е имало общо 2 513 341 дървета и 657 950 от тях ще трябва да бъдат отрязани незаменимо, докато 1 855 391 дървета ще бъдат преместени на нови места. Министерството на горите и управлението на водите обаче твърди, че точният брой на изсечените и преместени дървета ще бъде разкрит едва след приключване на строителството.

### Строителство
За летището в Истанбул е проведен търг за изграждането му, както и за функционирането му. Същият се провежда на 3 май 2013 г. За този проект са решени 4 етапа на строителство. Твърди се, че със завършването на тези етапи изграждащото се летище може да обслужва много пътници. Техният брой се оценява на около 200 милиона. Като се има предвид времето, когато е планирано летището, този капацитет за обслужване може да бъде най-големият в света. Решено е, че в рамките на 42 месеца етап 1 ще бъде завършен. Също така предаването на земя ще премине. Проектът има за цел да оползотвори около 7 милиарда евро. Тази сума не включва разходи за финансиране.
Правителството гарантира консорциум както за целите на строителството, така и за експлоатацията. Освен това, пътници в размер на 342 милиона са осигурени за период от 12 години. Гримшоу, базиран в Лондон, ръководи този дизайнерски екип. Екипът има Nordic Office of Architecture от Норвегия. В допълнение Хептик, базирана в Лондон, също е част от екипа.
На наддаването на 3 май 2013 г. се явяват само четири от петнадесет турски и две чуждестранни компании, които са квалифицирани като кандидати. Турският съвместен консорциум Cengiz-Kolin-Limak-Mapa-Kalyon спечелва търга и е задължен да плати на правителството 26,142 милиарда евро, включително данък добавена стойност за 25-годишен лизинг, започващ от 2018 г. Датата на завършване на първия етап от строежа е официално определен за 2018 г. – 42 месеца след финализирането на одобрението на търга.
Церемонията по първата копка се състои на 7 юни 2014 г., въпреки че строителството започва едва през май 2015 г., след като земята е официално предадена.
Откриването на летището се състои на планираната дата 29 октомври 2018 г. Съобщено е, че първото тестово кацане на летището ще се състои на 26 февруари 2018 г.; въпреки това първото кацане се състои на 20 юни 2018 г. Тестването на навигационни и електронни системи със самолет DHMİ започва на 15 май 2018 г.
Контролната кула е във формата на турското национално цвете, лалето.

### Етапи на проекта
Изграждането на летището се извършва на няколко етапа, разширявайки летището и неговите съоръжения с течение на времето.
Първият етап се състои от главния терминал с годишен пътнически капацитет от 90 милиона и площ от 1 440 000 m2 – което го прави най-голямата сграда на летищен терминал в света под един покрив, въпреки Терминал 3 на международното летище в Дубай с по-голяма площ от 1 713 000 m2 поради тунели, свързващи двата му коридора. Ще има и две двойки успоредни писти, свързани с осем успоредни пътеки за рулиране на запад от главния терминал, приблизително 4 000 000 m2 пространство на перона и закрит паркинг с капацитет от 12 000 превозни средства. Освен това летището ще разполага с три технически блока за ремонт, поддръжка и зареждане с гориво, както и кула за контрол на въздушното движение, осем кули за контрол на рампата и хангари за товарни самолети и самолети на общата авиация. Няколко други услуги също трябва да бъдат задействани, включително болници, салони за редовни и VIP салони, стаи за молитви, конгресни центрове и хотели; някои от тях се очаква да формират част от проекта Istanbul Airport City.
Вторият етап ще добави трета независима писта на изток от главния терминал, както и четвърта отдалечена писта с посока изток-запад и допълнителни пътеки за рулиране и зони за перона. Третият етап се планира да добави втори пътнически терминал с капацитет от 60 милиона пътници годишно и приблизителна площ от около 960 000 m2, както и допълнителна писта и нова зона за поддържащи съоръжения. Последният, четвърти етап на разширение, заедно с добавянето на друга писта, ще позволи изграждането на сателитни терминали с общ капацитет от 50 милиона пътници и площ до 800 000 m2, ако е необходимо.
След като бъде напълно завършено до 2025 г., летището ще има шест комплекта писти (общо осем), 16 пътеки за рулиране и общ годишен пътнически капацитет от 150 милиона пътници. Ако бъде напълно разширено до капацитет от 200 милиона, летището ще има четири терминални сгради с взаимосвързан железопътен достъп, които комбинират обща вътрешна площ от 3 200 000 m2. Летището ще разполага и с перон от 6 500 000 m2 с капацитет за паркиране на 500 самолета, VIP салони, съоръжения за карго и обща авиация, държавен дворец и закрит и открит паркинг, който може да побере до 70 000 автомобила. Ще бъдат изградени също медицински център, спасителни и противопожарни станции за самолети, хотели, конгресни центрове, електроцентрали и съоръжения за пречистване на отпадъчни води.

### Противоречия
Турската камара на инженерите по околна среда отнася търга за проекта до съда на основание, че проектът нарушава съществуващото законодателство за изготвяне на доклада за оценка на въздействието върху околната среда. През февруари 2014 г. административен съд в Истанбул нарежда строителството на летището да бъде спряно. Въпреки това церемонията по първата копка се състои няколко месеца по-късно, на 7 юни 2014 г.
Доклад, публикуван в турския вестник Джумхуриет през февруари 2018 г., твърди, че повече от 400 работници са умрели по време на строителството на летището, като произшествия убиват трима до четирима работници всяка седмица, а семействата на убитите работници получават плащане, за да мълчат за инцидентите. Турският всекидневник Eвренсел също твърди, че произшествията с фатален изход продължават да се случват. Това кара опозиционния депутат Вели Агбаба да представи писмен въпросник в турския парламент на 13 февруари 2018 г. В отговор турското министерство на труда и социалната сигурност твърди, че е имало само 27 смъртни случая по време на строителството на летището. През октомври 2019 г. британските Construction News и Architects' Journal публикуват съвместно разследване на смъртните случаи на летището, наречено от работниците „гробището“, тъй като толкова много са загинали. До този момент официалният брой на загиналите е нараснал до 55, но неофициални оценки предполагат, че цифрата може да бъде „по-висока от 400“. Четирима архитекти са работили върху дизайна на летището, като трима от тях са базирани в Обединеното кралство: Grimshaw Architects, Scott Brownrigg и Haptic Architects.
Масови работнически протести избухват на 14 септември 2018 г., след като автобус, превозващ работници, катастрофира, ранявайки 17 души. Оплакванията на работниците включват лоши условия на живот в „заразени с паразити общежития“, проблеми с транспорта, които са ги оставили блокирани под дъжда или на място по време на празници и дълги забавяния на плащанията, наред с други.

### Експлоатация
Церемонията по откриването се състои на 29 октомври 2018 г., планирана така, че да съвпадне с 95-ата годишнина от провъзгласяването на турската република. Летището е неофициално известно като „Ново летище Истанбул“ по време на строителството – новото официално име „Летище Истанбул“ е обявено на церемонията по откриването. Първият полет от летището е полет TK2124 на Turkish Airlines до турската столица Анкара на 31 октомври 2018 г. На 1 ноември 2018 г. пет ежедневни полета започват да пристигат и заминават от летището: от Анкара, Анталия, Баку, Северна Никозия и Измир, последвани от Адана и Трабзон от декември.
Преди пълния трансфер всички полети се изпълняват изключително от Turkish Airlines. Редовните полети до всички дестинации на новото летище продължават да излитат от летищата Ататюрк и Сабиха Гьокчен заедно с тези пробни полети. Първоначално е планирано на 31 декември 2018 г. цялото оборудване от летище Ататюрк да бъде прехвърлено на новото летище по магистрала O-7. От 17 януари 2019 г. етапът на трансфер трябва да започне на 1 март 2019 г. Въпреки това, на 25 февруари фазата на прехвърляне е преместена за четвърти път до 5 април 2019 г.
Пълното прехвърляне на всички редовни търговски пътнически полети от летище Ататюрк към новото летище Истанбул се състои на 6 април 2019 г. между 02:00 и 14:00 часа. Стотици камиони превозват повече от 10 000 части оборудване, всеки с тегло около 44 тона, са преместени до новото летище за 41 часа. IATA кодът IST на летище Aтатюрк също е прехвърлен на новото летище.
През февруари 2022 г. Turkish Cargo премества всички товарни полети и операции от бившата им база на летище Ататюрк на новото летище.

## Съоръжения
В момента летището разполага с един терминал в експлоатация за вътрешни и международни полети и пет писти (три основни и две резервни), които в момента са в експлоатация. Двете писти 17/35 са с дължина 4100 метра, докато писти 16/34 са с дължина 3750 метра. Писта 18/36 е дълга 3060 метра, по-къса от другите писти, въпреки че се предвижда да се разшири до 3750 метра, същата дължина като двойката 16/34. Писти 17L/35R и 16R/34L са широки 60 метра, докато 17R/35L, 16L/34R и 18/36 са широки 45 метра. Всички повърхности на пистата са асфалт.

### Зали
Летището разполага с общо пет зали с букви A, B, D, F и G с общо 143 мостика за качване на пътници. Зала G, която се намира на югоизток, е запазена само за вътрешни полети. Три мостика за качване на пътници от зала F, която е директно на север от зала G, също са разпределени за вътрешни полети. Залите A, B, D и F се използват за международни полети. Залите C и E се свързват директно с главния терминал и следователно не са независими зали.

### Сигурност
3500 служители по сигурността и общо 1850 полицаи, включително 750 имиграционни служители, осигуряват сигурността на летището. Периметърът на обекта е защитен с помощта на наземен радар, фиксирани камери за видеонаблюдение на всеки 60 метра, камери с панорамно накланяне и увеличение на всеки 360 метра, термични камери и оптични сензори на всеки 720 метра. Активната сграда на терминала използва до 9000 камери за видеонаблюдение.

## Транспорт
Въпреки че в момента летището се обслужва от града само от обществени автобуси İETT и Havaist, то в крайна сметка ще бъде свързано с две линии на истанбулското метро. Новата линия M11, започваща от метростанция Гайреттепе, е планирана да бъде отворена през октомври 2022 г. Друга от Халкалъ на железопътната линия Mармарай се очаква да бъде завършена през 2022 г.
Главната железопътна линия ще свърже летището с Халкалъ и чрез външния градски обходен път, минаващ над моста Явуз Султан Селим през Босфора и свързващ се с азиатската железопътна мрежа в Гебзе.

### Такси
Истанбулските градски таксита са на разположение 24 часа в денонощието извън зоните на пристигане и заминаване на летището. Пътуването до центъра на Истанбул с такси отнема приблизително 60 минути.